# National Highway 36
National Highway 36 (NH 36) ist eine Hauptfernstraße im Nordosten des Staates Indien mit einer Länge von 170 Kilometern. Sie beginnt in Nagaon im Bundesstaat Assam am NH 37 und führt nach 167 km durch diesen Bundesstaat weitere 3 km durch den benachbarten Bundesstaat Nagaland, wo sie dessen größter Stadt Dimapur am NH 39 endet.